# Parafia św. Jozafata Kuncewicza w Marklowicach Górnych
Parafia pod wezwaniem świętego Jozafata Kuncewicza w Marklowicach Górnych – parafia rzymskokatolicka znajdująca się w Marklowicach Górnych. Należy do dekanatu Strumień diecezji bielsko-żywieckiej. Oprócz Marklowic Górnych do parafii należy część Zebrzydowic, w 2005 zamieszkiwało ją ponad 1100 katolików.
Przed podziałem Śląska Cieszyńskiego w 1920 miejscowość należała do parafii w Marklowicach Dolnych, a później do parafii w Zebrzydowicach, z której wyodrębniła się w 1988, tymczasowo erygowana pod wezwaniem Wniebowstąpienia Pańskiego, w 1989 pod wezwaniem św. Jozafata Kuncewicza.

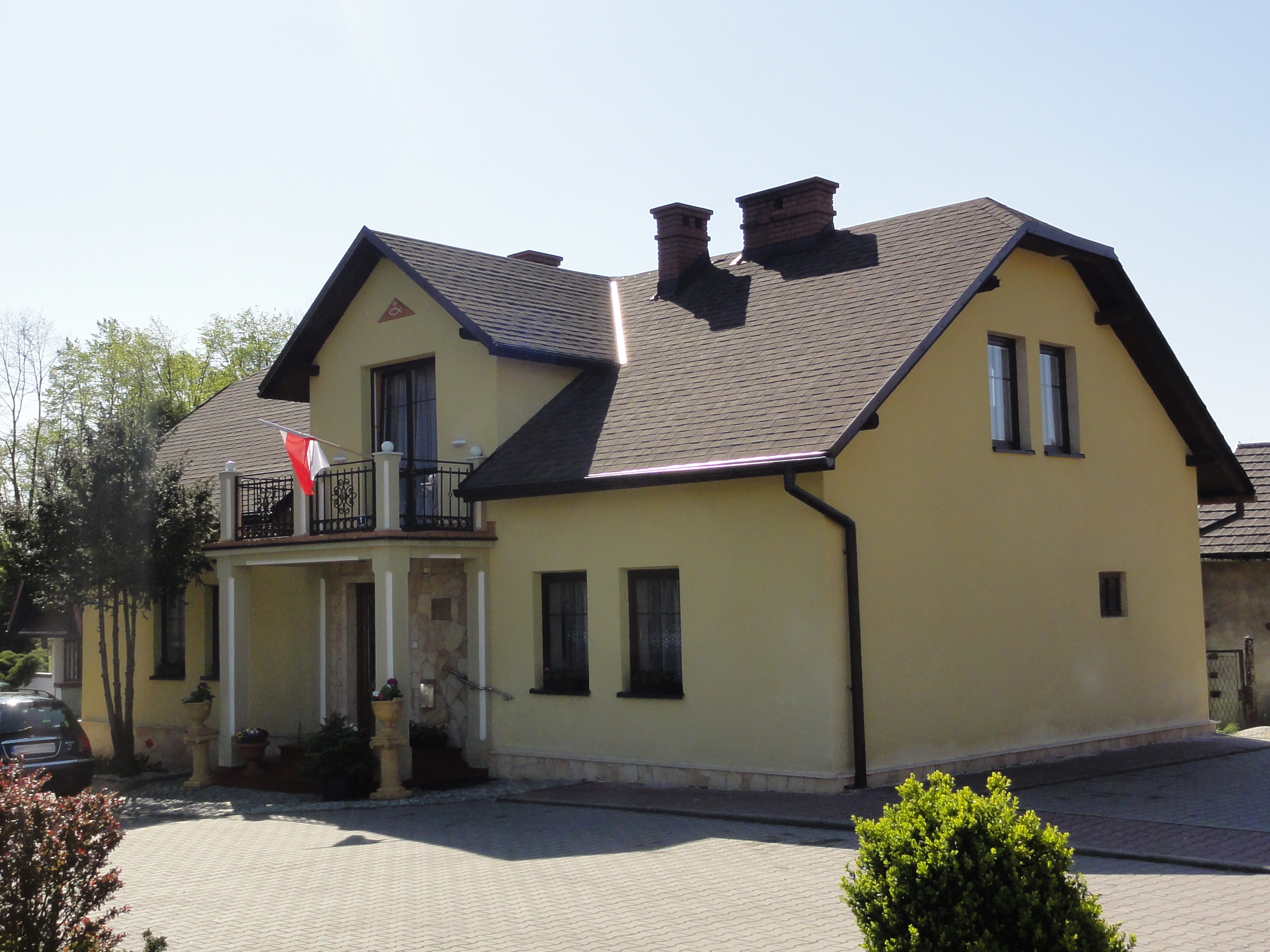
Plebania
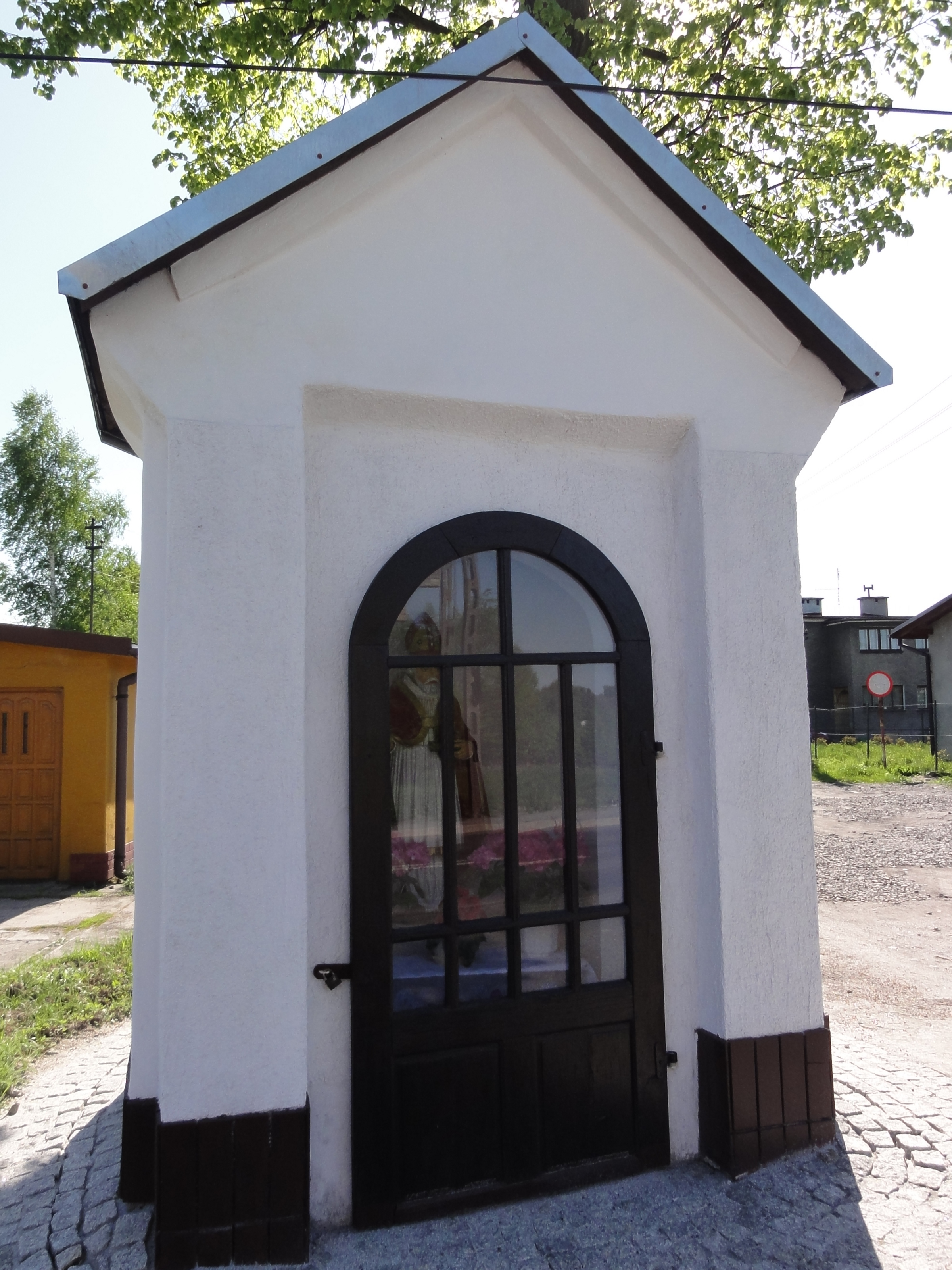
Kaplica pod wezwaniem świętego Mikołaja przy granicy państwowej
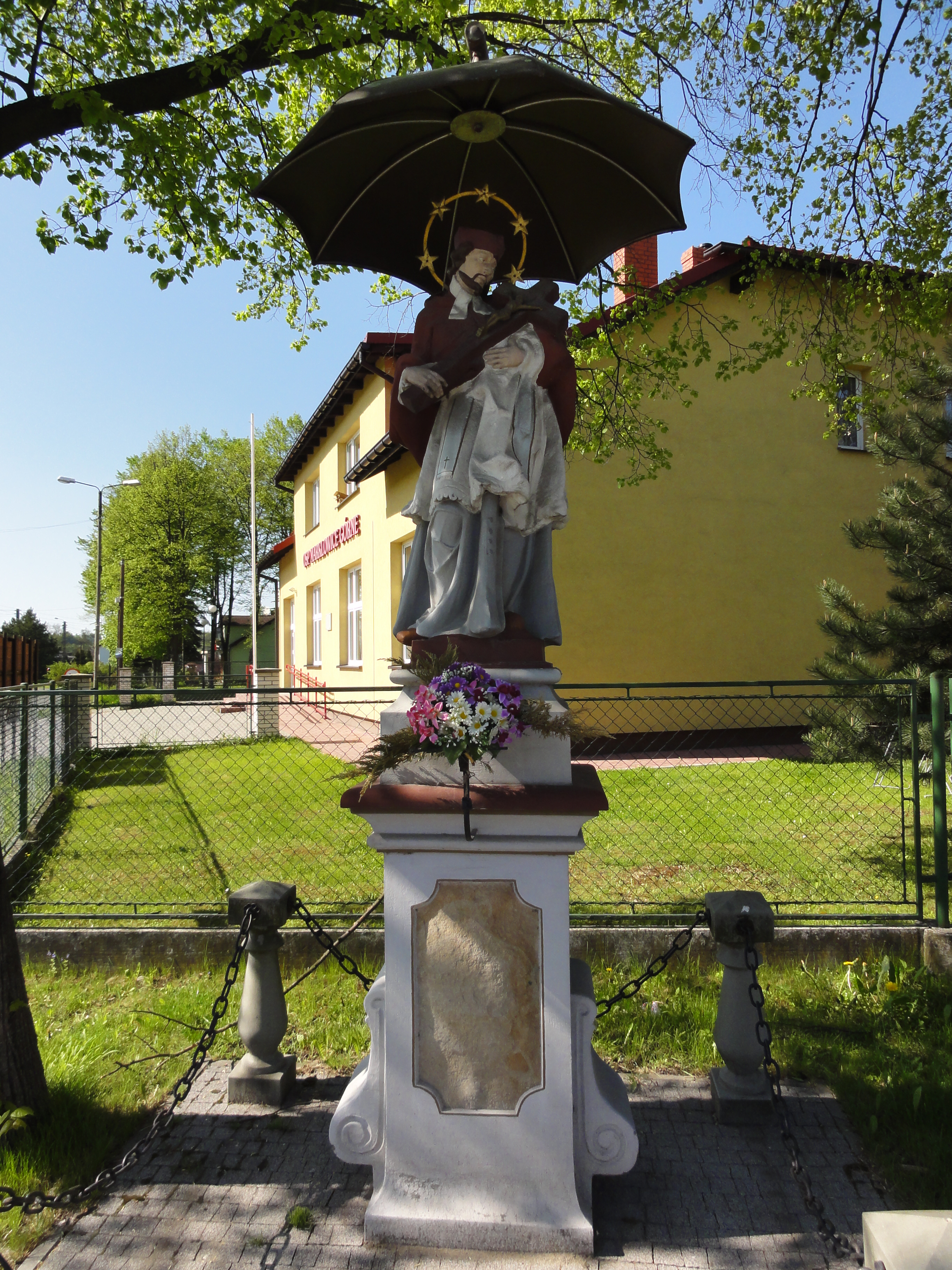
Figura świętego Jana Nepomucena
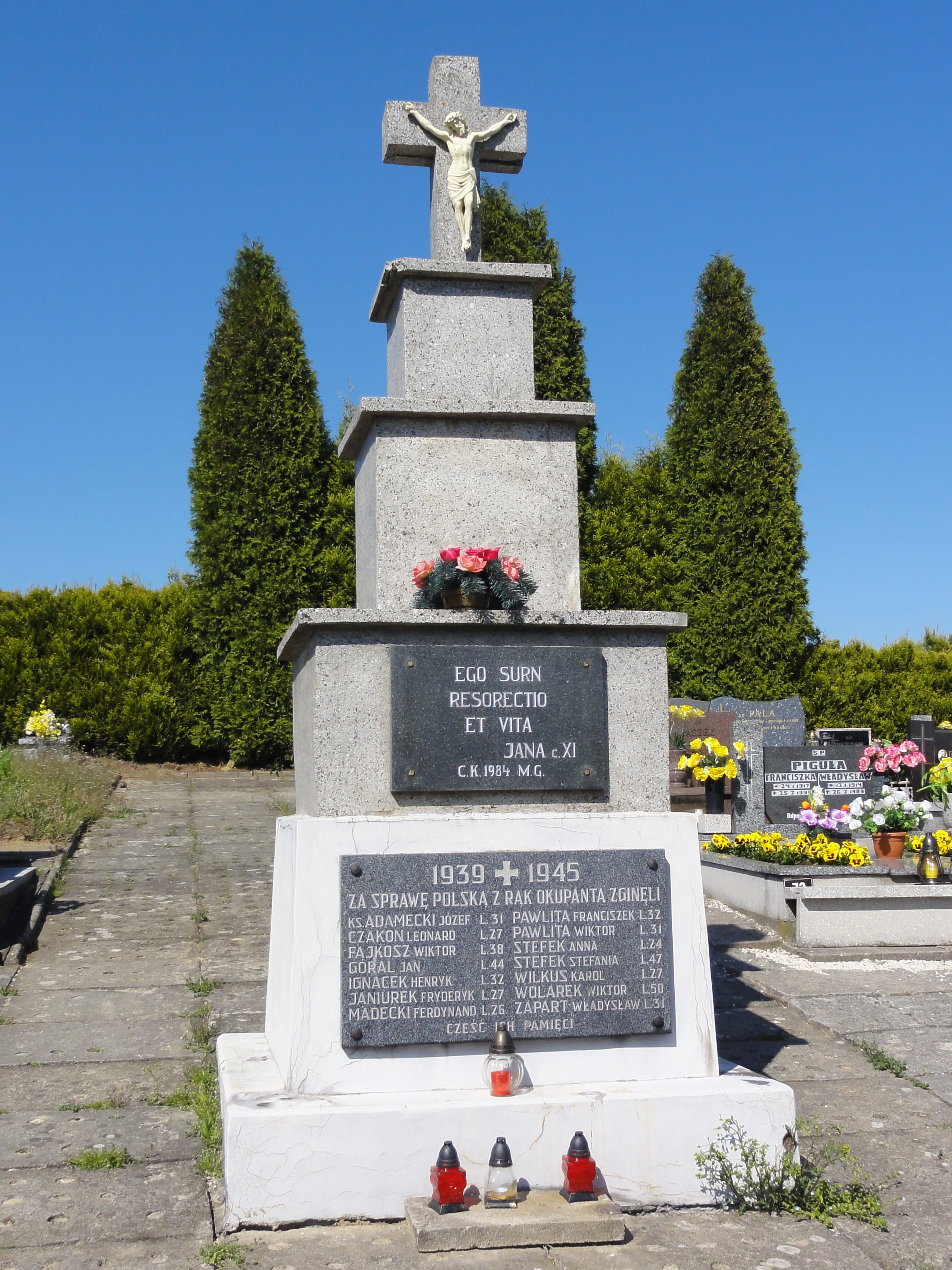
Pomnik poległych w czasie II wojny światowej znajdujący się na cmentarzu